# Iemasa Kayumi
Iemasa Kayumi (家弓 家正?, Kayumi Iemasa; Tokyo, 31 ottobre 1933 – 30 settembre 2014) è stato un doppiatore e attore giapponese.
Ha lavorato per 81 Produce.

## Doppiaggio

### Anime
- Angel Heart (Dottor Sheckly)
- Nadja (Anziano)
- Detective Conan (James Black)
- Chrono Crusade (Ricardo Hendrick)
- Fullmetal Alchemist: Brotherhood (Padre, Narratore)
- Conan il ragazzo del futuro (Lepka)
- Gowappā 5 Godam (Narratore)
- Gungrave (Big Daddy)
- Immortal Grand Prix (Hans)
- Kindaichi Case Files (Kenneth Goldman)
- One Piece (Nefertari Cobra)
- Pokémon Diamante e Perla (Professor Rowan)
- The Third - La ragazza dagli occhi blu (Observer)
- Rocky Joe (Henry James)
- Zatch Bell! (Mister Goldo)
- Zoids: Chaotic Century (Colonnello Krueger, Narratore)
- Sonic X (were-jaguar) ep 25-26

### OAV
- Area 88 (McCoy-san)
- Legend of the Galactic Heroes (Joan Rebelo)
- Ruin Explorers (Rugudorull)

### Film d'animazione
- Dragon Ball Z: Il Super Saiyan della leggenda (Paragus)
- One Piece: Un'amicizia oltre i confini del mare (Nefertari Cobra)
- Ghost in the Shell (Puppet Master)
- Nausicaä della Valle del vento (Kurotowa)
- Ratatouille (Anton Ego (Peter O'Toole))

### Videogiochi
- Drakengard (Verdelet)
- Drakengard 3 (Narratore/Partition)
- Guilty Gear XX (Slayer)
- Guilty Gear Isuka (Slayer)
- Guilty Gear: Dust Strikers (Slayer)
- Guilty Gear Judgment (Slayer)
- Guilty Gear Xrd -SIGN- (Slayer)
- Gungrave (Big Daddy)
- Lunar: Eternal Blue (Zophar)
- Lunar 2: Eternal Blue Complete (Zophar)
- Mega Man Legends 2 (Verner Von Bluecher)
- Policenauts (Joseph Sadaoki Tokugawa)
- Silent Line: Armored Core (Crest)
- Street Fighter EX 2 (Shadowgeist)
- Street Fighter EX 3 (Shadowgeist)
- Strider (Versione PC Engine) (Narratore)
- Vandal Hearts (Narratore)

### Altri ruoli
- 2010 - L'anno del contatto (TBS edition) (Heywood R. Floyd (Roy Scheider))
- Airwolf (Michael 'Archangel' Coldsmith Briggs III (Alex Cord))
- La fabbrica di cioccolato (Dottor Wilbur Wonka(Christopher Lee))
- Donald Sutherland
- La sposa cadavere (Pastor Galswells (Christopher Lee))
- Dune (Liet-Kynes (Max von Sydow))
- Frank Sinatra
- Il padrino (TV edition) (Moe Greene (Alex Rocco))
- La grande fuga (TV and DVD edition) (Flight Lieutenant Hendley (James Garner))
- JFK - Un caso ancora aperto (X (Donald Sutherland))
- Kill Bill: Volume 1 (Bill (David Carradine))
- Kill Bill: Volume 2 (Bill (David Carradine))
- Il Signore degli Anelli (Saruman (Christopher Lee))
- L'uomo da sei milioni di dollari (Oscar Goldman (Richard Anderson))
- Sterling Hayden
- Atto di forza (Vilos Cohaagen (Ronny Cox))
- X-Men (TV edition) (Magneto (Ian McKellen))
- Il trenino Thomas (Neville)